# أحادية اللون الأزرق
تعد أحادية اللون الأزرق (BCM) مرضًا وراثيًا يصيب العين ويسبب عمى الألوان الشديد وضعف البصر والرأرأة ورهاب الضوء بسبب عدم وجود خلايا مخروطية مستقبلة للضوء حمراء (L) وخضراء (M) وظيفية في شبكية العين. أحادية اللون الأزرق مرض متنحي مرتبط بـ X ويؤثر بشكل حصري تقريبًا على الأنماط النووية XY.

## السبب
الخلايا المخروطية هي أحد أنواع الخلايا المستقبلة للضوء في شبكية العين المسؤولة عن النظام البصري الضوئي والمساعدة في رؤية الألوان. تصنف المخاريط حسب حساسيتها الطيفية إلى:
- مخاريط LWS (حساسة للموجة الطويلة) وهي أكثر حساسية للضوء الأحمر.
- مخاريط MWS (حساسة للموجة المتوسطة) وهي أكثر حساسية للضوء الأخضر.
- مخاريط SWS (حساسة للموجات القصيرة) وهي أكثر حساسية للضوء الأزرق.

تعد مخاريط MWS وLWS مسؤولة بشكل كبير عن حدة البصر حيث أنها تتركز في منطقة النقرة المركزية في شبكية العين، والتي تشكل مركز المجال البصري. أحادية اللون الأزرق هي حالة خطيرة تكون فيها المخاريط الحساسة للضوء الأحمر أو الأخضر مفقودة أو معيبة، ولا تعمل إلا المخاريط S الحساسة للضوء الأزرق والعصي المسؤولة عن الرؤية الليلية (الرؤية الليلية).

## الأعراض
هناك مجموعة متنوعة من الأعراض التي تميز أحادية اللون الأزرق:
- انخفاض حدة البصر – حيث تتراوح بين 20/60 و20/200
- ضعف القدرة أو عدم القدرة على تمييز الألوان
- العمى النهاري (وما يرتبط به من رهاب الضوء) - الحساسية للضوء الساطع
- رأرأة - حركة العين اللاإرادية.

عادة ما تكون أعراض أحادية اللون الأزرق ثابتة، لكن بعض الدراسات تظهر دليلًا على تطور المرض.

### ضعف التمييز بين الألوان
رؤية الألوان لدى أحاديات اللون الأزرق ضعيفة للغاية. ومع ذلك، فإن تفاعل المخاريط الزرقاء والمستقبلات الضوئية العصية في الرؤية المتوسطة (الشفق) قد يؤدي إلى مستوى معين من ثنائية اللون.

## علم الوراثة

### الوراثة
نظرًا لأن أحادية اللون الأزرق تشترك في العديد من الأعراض مع عمى الألوان، فقد جرى التعامل معها تاريخيًا على أنها مجموعة فرعية من عمى الألوان، تسمى عمى الألوان المرتبط بـ X أو عمى الألوان غير الكامل غير النمطي. ميز كلا هذين الاسمين أحادية اللون الأزرق على وجه التحديد من خلال كيفية انحراف نمط الميراث عن الأشكال الأخرى من الأكروماتوبسيا. في حين أن الأشكال الأخرى (ACHM) تتبع الوراثة الجسدية، فإن أحادية اللون الأزرق مرتبط بـ X. بمجرد فهم الأساس البيولوجي الجزيئي لأحادية اللون الأزرق، أصبح المصطلح الأكثر وصفًا أحادية اللون المخروطي الأزرق هو السائد في الأدبيات.

### الجينات
تتكون مجموعة الجينات المسؤولة عن أحادية اللون الأزرق من 3 جينات وتقع في الموضع Xq28، في نهاية الذراع q للكروموسوم X. تلخص الجينات الموجودة في المجموعة في الجدول التالي:
| النوع                | OMIM رقم | الجين  | الموقع | الغاية |
| منطقة التحكم بالموقع | 300824   | LCR    | Xq28   | يعمل كمحفز لتعبير الجينين الاثنين بعد ذلك، ويضمن أن يتم تعبير إحدى البصريات الاثنين (LWS أو MWS) حصريًا في كل مخروط. |
| LWS بصري             | 300822   | OPN1LW | Xq28   | يشفر بروتين الفوتوبسين الأحمر (LWS)                                                                                 |
| MWS بصري             | 300821   | OPN1MW | Xq28   | يشفر بروتين الفوتوبسين الأخضر (MWS)                                                                                 |

نشأ الأوبسين من حدث ازدواج حديث، وهما متماثلان للغاية (متشابهان جدًا)، ويحتويان على 19 موقعًا ثنائي الشكل فقط (أحماض أمينية مختلفة)، وبالتالي فهي متشابهة بنسبة 96%. علاوة على ذلك، فإن 7 فقط من هذه المواقع ثنائية الشكل تؤدي إلى اختلاف وظيفي بين الجينات، أي أنها تضبط حساسية الأوبسين الطيفية. بالمقارنة، فإن جينات الأوبسين هذه متماثلة (مشابهة) بنسبة 40٪ فقط لـ OPN1SW (الذي يشفر فوتوبسين SWS ويقع على الكروموسوم 7) وRHO (يشفر رودوبسين، ويقع على الكروموسوم 3). لا يتأثر OPN1SW ورودوبسين في BCM.